# 40 Years
40 Years er et studiealbum af det irske folkemusikgruppe The Dubliners udgivet i 2002 i anledning af bandet 40 års jubilæum.
De medvirkende er Barney McKenna, John Sheahan, Seán Cannon, Eamonn Campbell, Paddy Reilly, Ronnie Drew, Luke Kelly, Ciarán Bourke, Bobby Lynch og Jim McCann.
Albummet blev indspillet, hvorefter gruppen tog på Europaturné for at fejre 40 år som band. Ronnie Drew og Jim McCann genindtrådte i gruppen både under optagelserne og på turneen. Tolv af numrene blev genindspillet af de syv overlevende medlemmer, både tidligere og nuværende medlemmer, og gamle indspilninger af Luke Kelly, Ciarán Bourke og Bob Lynch er også en del af albummet.

## Spor[2]
1. "Don't Give Up Til It's Over" (tidligere uudgivet) – 3:48
2. "Lord Of The Dance" (tidligere uudgivet) – 2:54
3. "Dancing At Whitsun" (tidligere uudgivet) – 3:16
4. "When The Boys Come Rolling Home" (tidligere uudgivet) – 3:27
5. "Raglan Road" – 4:15
6. "The Rocky Road To Dublin/Within A Mile Of Dublin" – 2:31
7. "The Last Thing On My Mind" (tidligere uudgivet) – 3:26
8. "Grace" – 4:27
9. "Preab San Ól" – 2:10
10. "Plains Of Boyle/Sheaf Of Wheat" (tidligere uudgivet) – 2:56
11. "Seven Drunken Nights" – 3:13
12. "The Kerry Recruit" – 4:06
13. "The Town I Loved So Well" (af Phil Coulter)- 6:26
14. "Gerry Cronin's Reel/Denis Langton's Reel" (tidligere uudgivet) – 2:30
15. "Carrickfergus" (tidligere uudgivet) – 6:15
16. "Viva La Quinte Brigada" (tidligere uudgivet) – 4:32
17. "All For Me Grog" – 3:01
18. "Marino Casino" af John Sheahan (tidligere uudgivet) – 3:50
19. "Scorn Not His Simplicity" (tidligere uudgivet) – 2:57
20. "The Irish Rover" (med the Pogues) – 4:10